# Старопетровский сельсовет
Старопетровский сельсовет — муниципальное образование в Бирском районе Башкортостана.

## История
Согласно «Закону о границах, статусе и административных центрах муниципальных образований в Республике Башкортостан» имеет статус сельского поселения.

## Население
| 2002  | 2009  | 2010  | 2012  | 2013  | 2014  | 2015  |
| ----- | ----- | ----- | ----- | ----- | ----- | ----- |
| 1430  | ↗1647 | ↘1380 | ↘1377 | ↘1348 | ↘1307 | ↗1310 |
| 2016  | 2017  |       |       |       |       |       |
| ↘1300 | ↘1295 |       |       |       |       |       |

## Состав сельского поселения
| №  | Населённый пункт | Тип населённого пункта       | Население |
| -- | ---------------- | ---------------------------- | --------- |
| 1  | Питяково         | село, административный центр | ↘615      |
| 2  | Бекмурзино       | село                         | ↘391      |
| 3  | Старопетрово     | село                         | ↘216      |
| 4  | Сосновый Бор     | деревня                      | ↘55       |
| 5  | Новобиктимирово  | деревня                      | ↘34       |
| 6  | Симкино          | село                         | →27       |
| 7  | Новопетрово      | село                         | ↗21       |
| 8  | Мансурово        | деревня                      | ↗10       |
| 9  | Луч              | хутор                        | ↘6        |
| 10 | Старобиктимирово | деревня                      | ↘5        |